# Archer (série télévisée d'animation)
Pour les articles homonymes, voir Archer (homonymie).
Archer est une série télévisée d'animation comique américaine de 145 épisodes d'environ 20 minutes créée par Adam Reed (en) et diffusée entre le 17 septembre 2009 et le 17 décembre 2023 sur FX pour les sept premières saisons, puis sur FXX pour les saisons huit à quatorze.
En France, la série a d'abord été diffusée à partir du 5 avril 2014 et jusqu'en 2016 sur France 4 dans la case "Réanimation" (tout d'abord le samedi soir en deuxième partie de soirée puis le vendredi soir en troisième partie de soirée) pour les trois premières saisons et en parallèle sur Netflix depuis le 15 septembre 2014. À partir du 24 juillet 2019 les saisons 1 à 5 sont rediffusées sur la chaîne Toonami dans la case Adult Swim. Au Québec, elle est diffusée à partir du 19 juin 2014 Télétoon dans le bloc Télétoon la nuit.

## Synopsis
L'action est liée à la réalisation des missions d'espionnage, la série illustre les relations (conflits, machinations, manipulation, concurrence et rapports sexuels) entre des personnages à la personnalité excentrique.

### Archer (Saison 1- 4)
La série se passe dans l'agence d'espionnage « ISIS » : International Secret Intelligence Service (SIS cf., ASIS, le SCRS, NZSIS) à New York ; une équipe au quotidien. L'espion Sterling Archer, anti-héros élégant mais jouisseur et égoïste, mène dans chaque épisode une mission d'ordre international. Malory Archer, sa dominatrice de mère, hyper-sexuelle et alcoolique, dirige et surveille les opérations en tant que patronne de l'Agence. L'intrigue s'enrichit de l'ex-petite amie d'Archer, Lana Kane, également sa collègue et concurrente, ainsi que des autres employés d'ISIS (le comptable maladroit Cyril Figgis, la secrétaire nymphomane et masochiste aux multiples prénoms, le docteur Krieger, savant fou, etc.). Les missions les confrontent régulièrement à des institutions internationales, des chefs politiques, des terroristes mais aussi des agences d'espionnage avec qui ISIS est en concurrence.

### Archer Vice (Saison 5)
Quand l'ISIS est dissoute par le Gouvernement des États-Unis, ses anciens employés prennent acte d'une réserve cachée de cocaïne que l'Agence a accumulée lors des opérations précédentes. Ils établissent un nouveau siège dans le manoir de Cheryl Tunt et forment un cartel de la drogue, avant de se diriger au sud pour vendre la cocaïne et financer leur retraite. Cheryl, qui est déjà extrêmement riche, à la place, décide de lancer sa carrière en tant que chanteuse de country. Sur le chemin, le groupe attirera l'attention des gangs rivaux et fera face à de nombreux problèmes liés à leurs nouvelles activités.

### L'agence Figgis (Saison 7)
Lors de la septième saison, les membres d'ISIS s'installent à Los Angeles et ouvrent une agence de détectives privés dont Cyril Figgis devient le propriétaire. Ce retour à zéro pour les personnages permet à la série de renouveler les histoires présentées dans chaque épisode en s'éloignant des activités d'espionnage. L'arc principal de la saison s'oriente vers une parodie de film noir : personnages de femme fatale, de réalisateur à Hollywood, d'avocat ; intrigue à propos de chantage, de vols et de détournement de fonds.

### Archer:Dreamland(Saison 8)
Comme pour Archer Vice, l'ambiance, le scénario et le titre de la série sont modifiés pour la saison 8. Cette saison fait suite au cliffhanger du dernier épisode de la saison 7 : elle s'ouvre à la fois sur le décès et l'enterrement de Woodhouse, et sur l'hospitalisation d'Archer, alors dans le coma. Toute l'intrigue se déroule en fait dans un univers auquel il est en train de rêver, situé en 1947, et très empreint du style du film noir. On retrouve souvent, sous forme de flashbacks, des souvenirs des personnages de la Seconde Guerre Mondiale.

### Archer:Danger Island(Saison 9)
Comme la saison précédente, l'intrigue se déroule dans l'univers créé par le coma d'Archer. Elle se déroule en 1938 et voit les différents personnages partir à la recherche d'un trésor tout en affrontant les Allemands, les animaux de l'île et une tribu de cannibales qui communique en langue basque.

### Archer:1999(Saison 10)
Comme les saisons 8 et 9, l'intrigue de la saison se déroule dans l'univers créé par le coma d'Archer. Elle a lieu dans l'espace dans un futur qu'Archer voulait dans les années 1970 et voit les différents personnages affronter des extraterrestres et des robots. Il s'agit de la dernière saison se déroulant dans l'esprit d'Archer.
Cette saison révèle quelques scènes ressemblant à celles de : Alien: Le huitième passager, Aliens et Event horizon, Le vaisseau de l'au-delà.

### Archer (saisons 11-14)
Archer se réveille de son coma, pendant celui-ci l’Agence s’est réorganisée et a obtenu de bons résultats avec Cyril comme nouvel agent de terrain. Le retour d'Archer bouleverse ce nouvel équilibre, il est mis à l’écart des missions et peine à regagner sa place.

## Fiche technique
Sauf indication contraire, les informations mentionnées dans cette section peuvent être confirmées par la base de données cinématographiques IMDb,  présente dans la section « Liens externes ».
- Titre : Archer
- Création : Adam Reed
- Scénario : Adam Reed, Mark Ganek, Tesha Kondrat, Mike Arnold, Shane Kosakowski, Matt Roller, Boswell Cocker, Matt Thompso
- Musique : Scott Sims, Mel Jeune, JC Richardson, Michel Kohler, JG Thirlwell
- Production : Adam Redd III, Matt Thompson, Casey Willis
- Sociétés de production : FX Production, Fox Corporation
- Chaînes d'origine : FX (saisons 1 à 7) ; FXX (depuis saison 8)
- Diffusion originale : 
  - 17 septembre 2009  États-Unis
  - 5 avril 2014  France
- Format : couleur - 1080i (HDTV) - 16/9
- Langue originale : anglais
- Pays d'origine :  États-Unis
- Genre : Animation, action, aventures, comédie noire, policier, comédie dramatique, espionnage, sitcom
- Durée : 19 à 21 minutes
- Classification : adulte 
  - Interdit aux moins de 12 ans ( souvent)
  - interdit aux moins de 16 ans ( parfois )
  - interdit aux moins de 18 ans ( rarement)
- Version française :
  - Société de doublage : Technicolor
  - Direction artistique : Marc Bacon (saisons 1 à 3) puis Martin Brieuc (depuis la saison 4)
  - Adaptateurs :Marc Bacon (Saison 1 à 3) Jean-Christophe Léger, Isabelle Neyret et Michèle Lituac

 Source et légende : version française (VF) sur RS Doublage

## Distribution

### Personnages principaux
- H. Jon Benjamin (VF : Adrien Antoine) : Sterling Malory Archer
- Aisha Tyler (VF : Anne Rondeleux) : Lana Kane
- Jessica Walter (VF : Marion Game[n 1] puis Évelyne Grandjean)[n 2] : Malory Archer (saisons 1 à 12)
- Chris Parnell (VF : Guillaume Lebon) : Cyril Figgis
- Amber Nash (en) (VF : Dorothée Jemma) : Pamela Poovey
- Judy Greer (VF : Laurence Sacquet) : Cheryl Tunt / Carol
- Lucky Yates (en) (VF : Éric Aubrahn) : Docteur Algernop Krieger
- Adam Reed (en) (VF : Éric Legrand)[n 3] : Ray Gillette
- Kayvan Novak (VF : Tanguy Goasdoué) : Fabian Kingsworth (saison 13, invité saisons 12 et 14)
- Natalie Dew (en) (VF : Corinne Wellong) : Zara Khan (saison 14)

Photos d'une partie de la distribution des protagonistes principaux de la série.
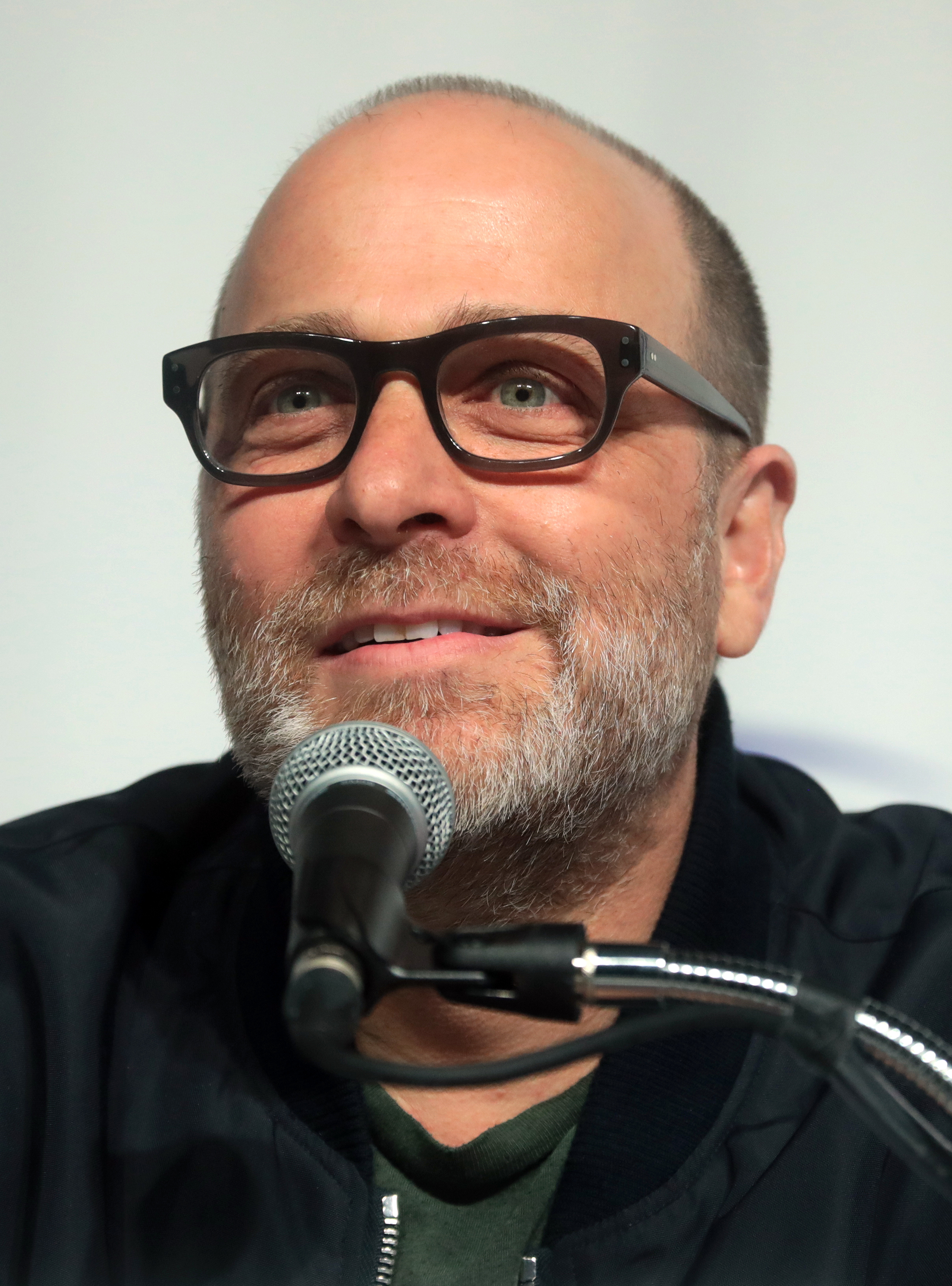
H. Jon Benjamin en 2019.
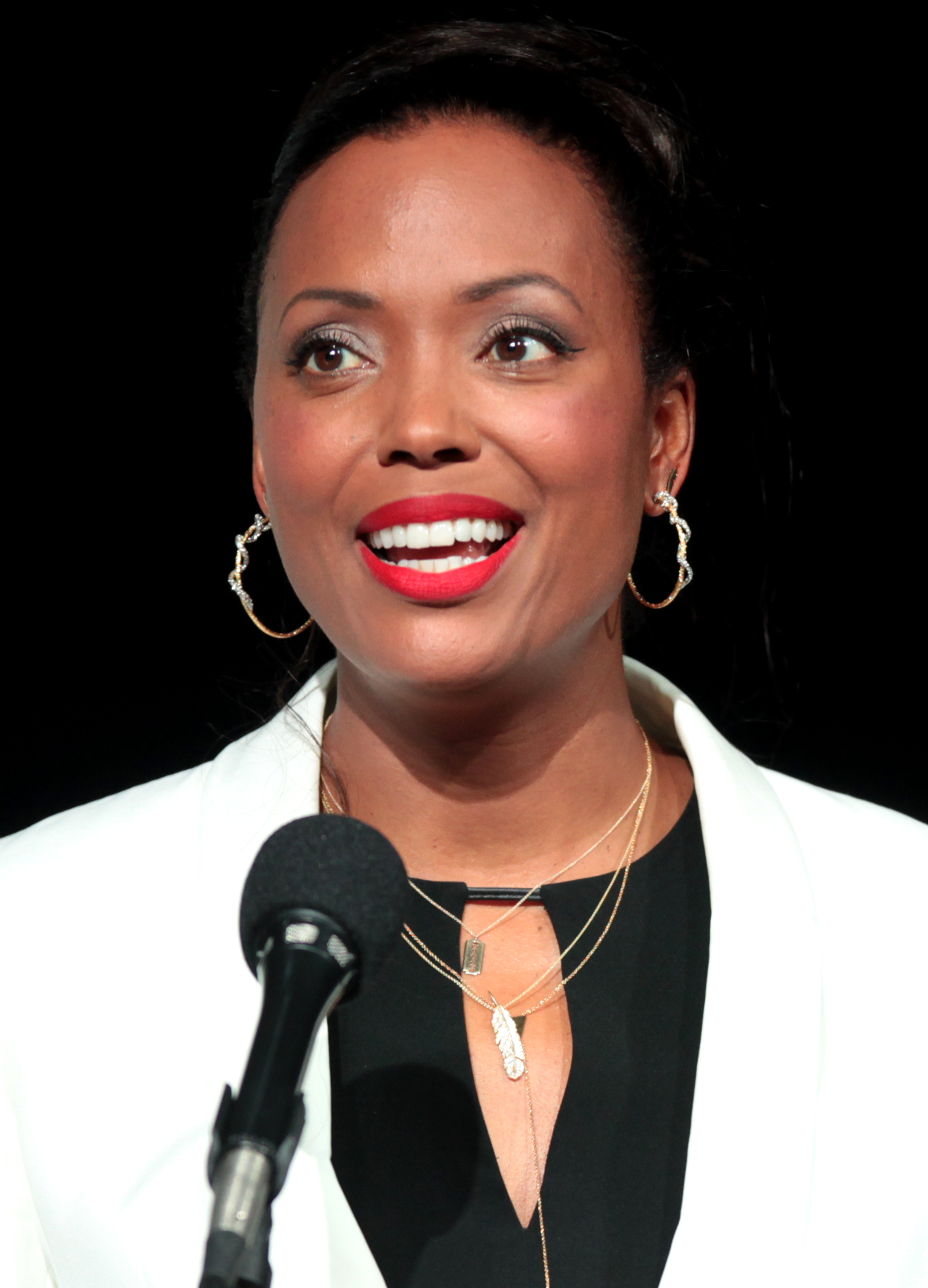
Aisha Tyler en 2014.
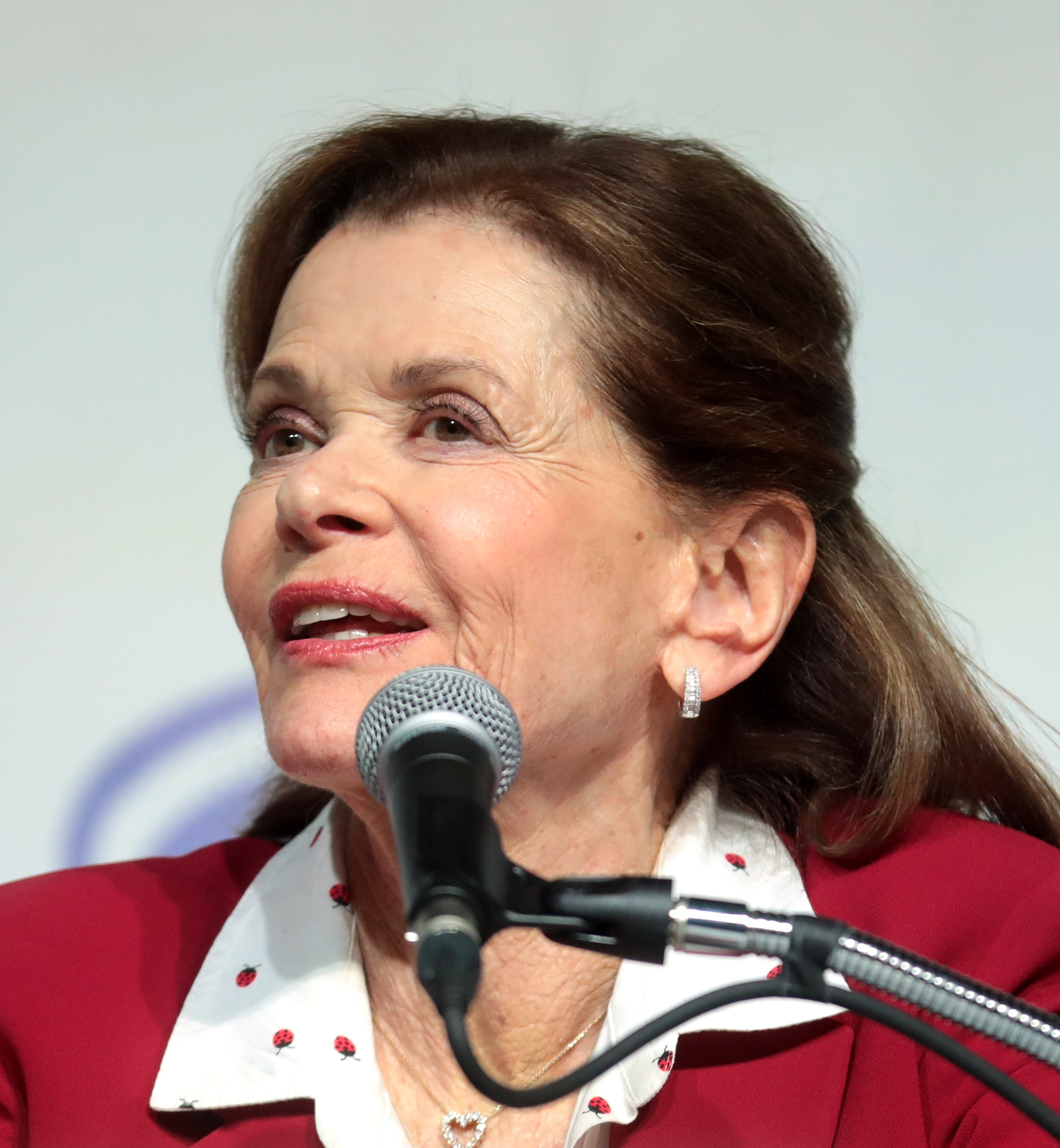
Jessica Walter en 2019.
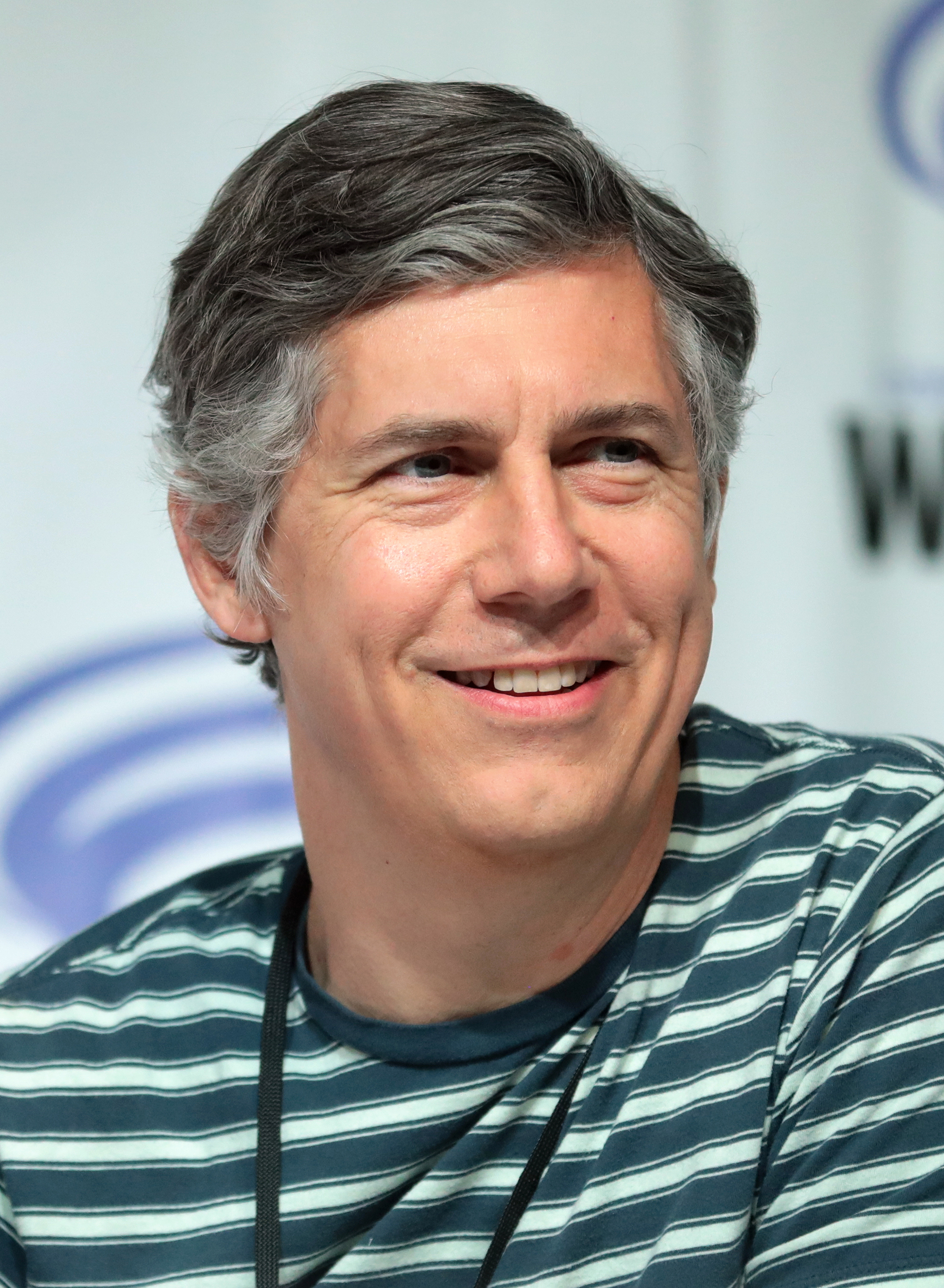
Chris Parnell en 2019.
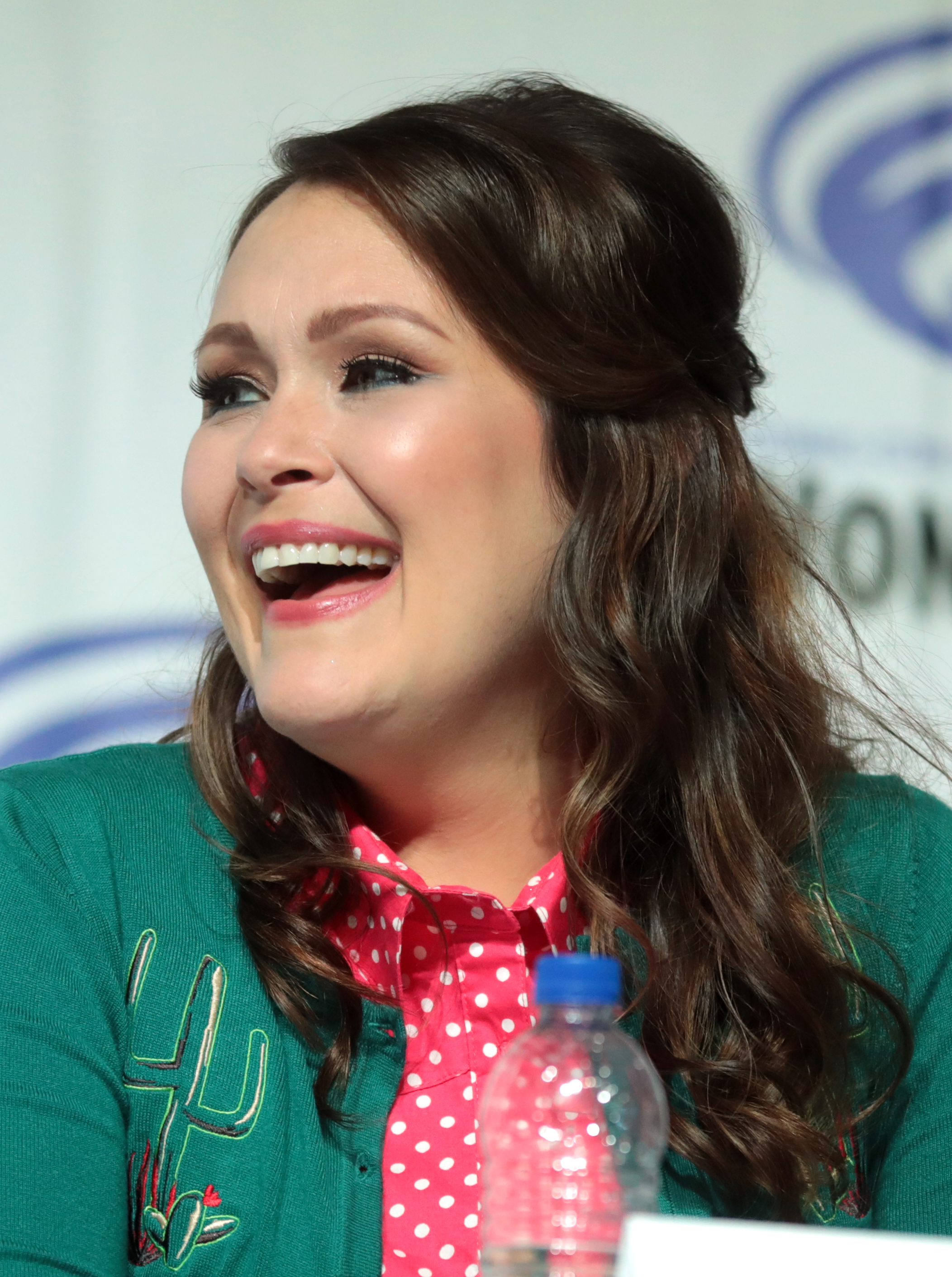
Amber Nash (en) en 2019
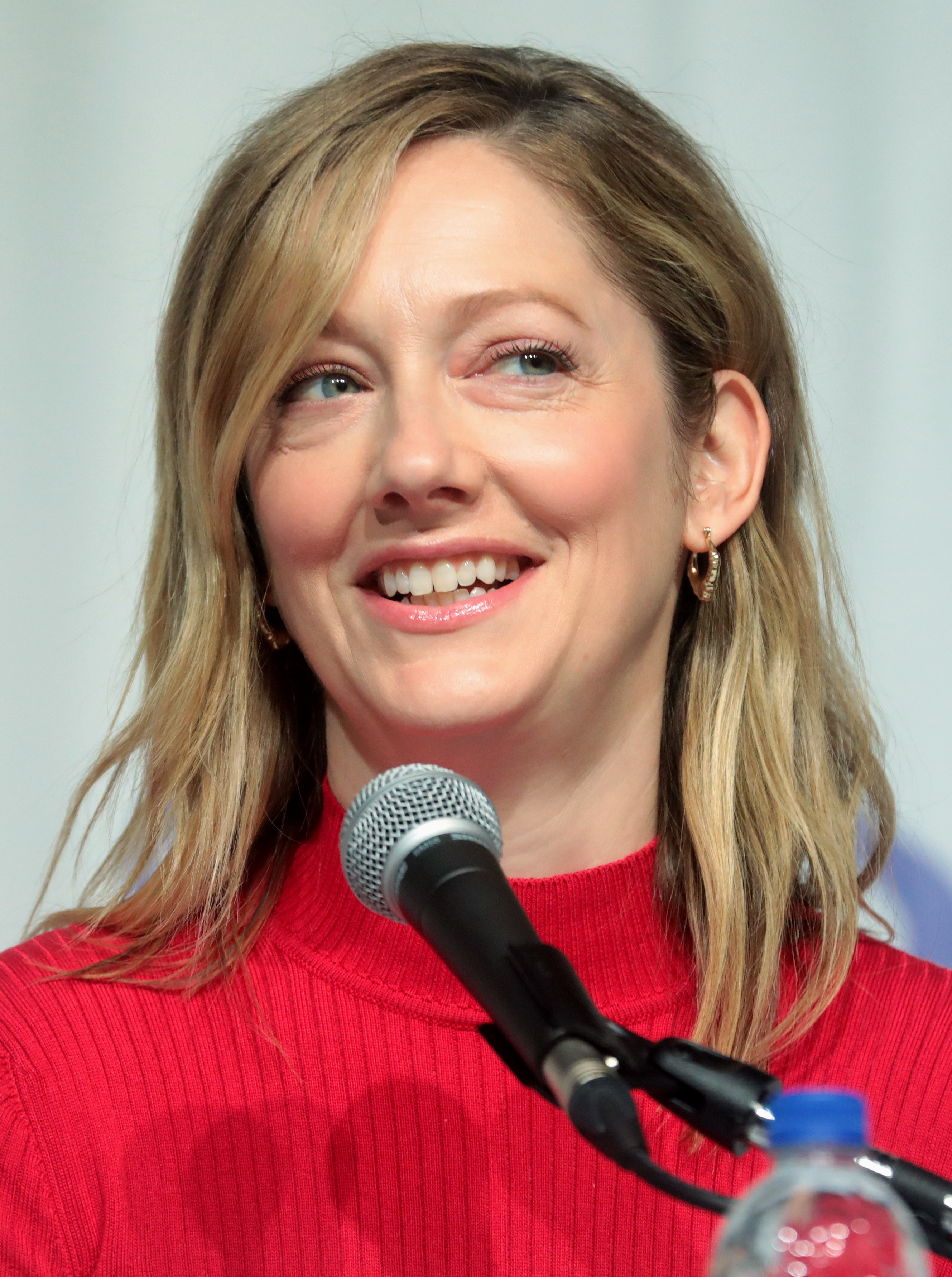
Judy Greer en 2019
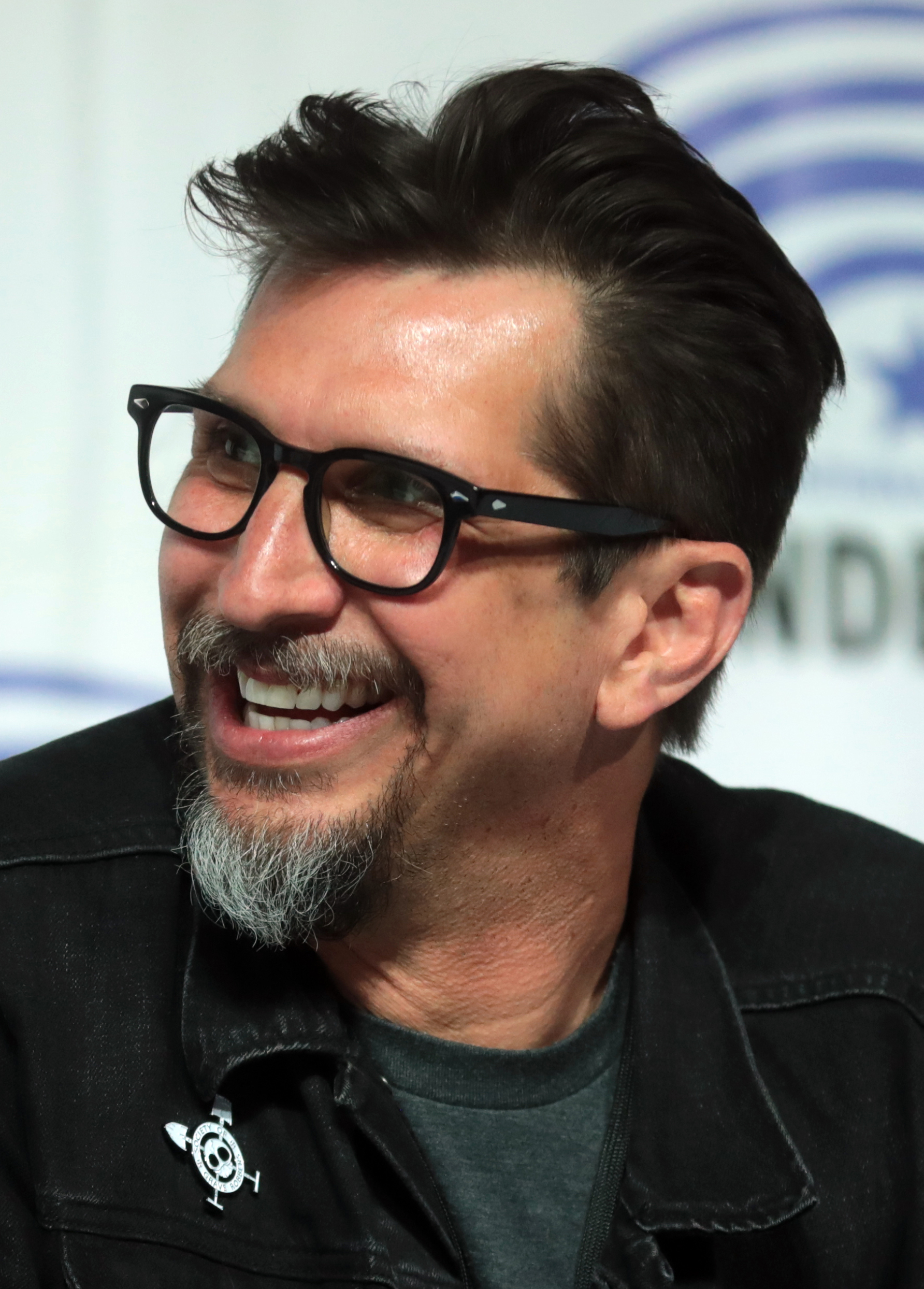
Lucky Yates (en) en 2019.
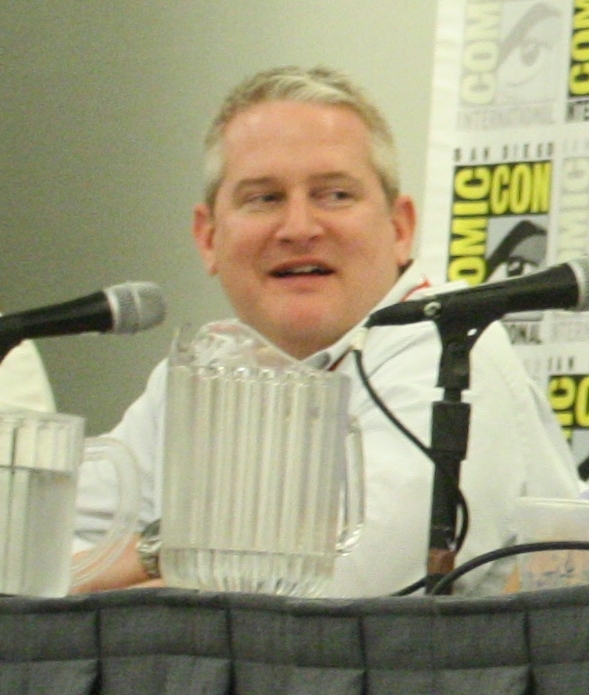
Adam Reed (en).

### Personnages récurrents
- Dave Willis (en) (VF : Emmanuel Curtil) : Barry Dylan (saisons 1 à 12 et 14)
- Peter Newman (VF : Jean-Claude Donda) : Nikolai Jakov (saisons 1 à 3)
- Adam Reed (en) (VF : Guillaume Orsat)[n 4] : Bilbo (saisons 1 à 4)
- George Coe (saisons 1 à 4) puis Tom Kane (saison 5) (VF : Michel Bedetti) : Woodhouse (saisons 1 à 5)
- Jeffrey Tambor (VF : Jean-Luc Kayser[n 5] puis Michel Prud'homme[n 6]) : Len Trexler (saisons 1 à 2 et 8)
- Maggie Wheeler (VF : Rafaèle Moutier) : Trinette (saisons 1 à 2, 8 et 13)
- Neal Holman (VF : Benoît Du Pac) : Brett Bunsen (saisons 1 à 5 et 10)
- Ona Grauer (VF : Marie-Laure Dougnac) : Katya Kazanova (saisons 2 à 4, 6 et 14)
- Ron Leibman (VF : Michel Paulin) : Ron Cadillac (saisons 4 à 7)
- Eugene Mirman (VF : Cyrille Artaux) : Cecil Tunt (saisons 4 et 8)
- Gary Cole (VF : Pierre Laurent) : Agent Hawley (saisons 5 et 6)
- Christian Slater (VF : Xavier Béja) : Slater (saisons 5 à 7, 13 et 14)
- Patton Oswalt (VF : Jacques Bouanich) : Alan Shapiro (saison 7)
- Stephen Tobolowsky (VF : Philippe Ariotti) : Robert (saisons 11 à 13)

### Autres personnages
- Shelly Desai (VF : Benoît Allemane) : Krenshaw (saison 1)
- Jeffrey Tambor (VF : Jean-François Kopf) : Torvald Utne (saison 1)
- René Auberjonois (VF : Gérard Surugue) : Mannfred (saison 1)
- Kathryn Cressida (VF : Sylvie Jacob) : Uta (saison 1)
- Coby Bell (VF : Christophe Lemoine[n 7] puis Olivier Cordina[n 8]) : Conway Stern (saisons 1, 6 et 11)
- Mark Paterson (VF : Michel Dodane) : Wilhelm Schmeck (saison 1)
- Rafael Ferrer (VF : Michel Dodane) : Skorpio (saison 1)
- Ron Perlman (VF : Patrice Dozier) : Ramon Limon (saisons 1 et 5)
- Robert Ben Garant (VF : Laurent Morteau) : Rudy (saison 1)
- Thomas Lennon (VF : William Coryn) : Charles (saison 1)
- Matthew Brenham (VF : Christophe Lemoine) : Danny (saison 1)
- Stephen Stanton (en) (VF : Edgar Givry) : le capitaine Lammers (saison 1)
- David Anthony Pizzuto (en) (VF : Mathieu Buscatto) : lieutenant Klauss Kraus (saison 1)
- Audrey Wasilewski (VF : Céline Monsarrat) : Elke Hubsch (saison 1)
- Kari Wahlgren (VF : Dorothée Pousseo) : Anka Schlotz (saison 2)
- [Qui ?] (VF : Pierre Laurent) : Conrad Schlotz (saison 2)
- Nika Futterman (VF : Magali Barney) : Sia (saison 2)
- [Qui ?] (VF : Thierry Ragueneau) : Carlito et son jumeau (saison 2)
- Clarke Peters (VF : Lionel Tua) : Popeye (saison 2)
- Robb Pruitt (VF : Mathieu Buscatto) : Joshua Gray (saison 2)
- Roy McCrerey (VF : Nicolas Marié) : Woodhouse jeune (saison 2)
- Roy McCrerey (VF : Alexis Tomassian) : Woodhouse jeune (saison 2)
- Zach Villa (VF : Patrick Poivey) : Bishop (saison 2)
- Enn Reitel (VF : Denis Boileau) : [Qui ?] (saison 2)
- Peter Serafinowicz(VF : Guy Chapelier) : George Spelvin (saison 2)
- Rachael Harris (VF : Virginie Ledieu) : Rona Thorne(saison 2)
- Charles Napier (VF : Marc Cassot) : Dr Speltz (saison 2)
- Adam Reed (en) (VF : Jean-François Laley) : Franny Delaney (saison 2)
- Peter Serafinowicz (VF : Sebastien Desjours) : Benoit[n 9] (saison 2)
- Patrick Warburton (VF : Patrick Poivey) : Rip Riley (saisons 3 et 14)
- David Cross (VF : Hervé Rey[n 10] puis Taric Mehani[n 11]) : Noé (saisons 3 et 9)
- James Hong (VF : Donald Reignoux) : Bucky (saison 3)
- Burt Reynolds (VF : Bernard Tiphaine) : Burt Reynolds (saison 3)
- Dave Fennoy (VF : Thierry Desroses) : George[n 12](saison 3)
- Joaquim de Almeida (VF : Patrick Floersheim) : Román Calzado (saison 3)
- George Takei (VF : William Coryn[n 10] puis Philippe Dumond[n 13]) : Mr Moto(saisons 3 et 5)
- Jack McBrayer (VF : Mark Lesser) : Randy Gillette (saison 3)
- Michael Rooker (VF : Michel Vigné) : Shérif Ernest Ponder(saison 3)
- Lloyd Sherr (en) (VF : Denis Boileau) : Inspecteur Murphy (saison 3)
- Bryan Cranston (VF : Jean-Philippe Puymartin) : Tony Drake (saison 3)
- Dave Fennoy (VF : Damien Boisseau) : Commandant Kellogg (saison 3)
- Timothy Olyphant (VF : Tanguy Goasdoué) : Lucas Troy (saison 4)
- Anthony Bourdain (VF : Philippe Catoire) : Lance Casteau (saison 4)
- Peter Serafinowicz (VF : Michel Ruhl) : James Mason (saison 4)
- Carla Jimenez (en) (VF : Odile Schmitt) : Mercedes Moreno (saison 4)
- Jon Hamm (VF : Constantin Pappas) : Capitaine Murphy (saison 4)
- Kristen Schaal (VF : Karine Foviau) : Tiffy (saison 4)
- Fred Armisen (VF : Jérémy Prévost) : Gustavo Calderon (saison 5)
- Lauren Cohan (VF : Nathalie Karsenti) : Juliana Calderon (saison 5)
- Blake Perlman : La Marraine (saison 5)
- Kenny Loggins (VF : Julien Chatelet) : Kenny Loggins (saison 5)
- Togo Igawa (VF : Hervé Caradec) : Sato Kentaro (saison 6)
- Rob Huebel (en) (VF : Bruno Magne) : Crash McCaren (saison 6)
- Necar Zadegan (VF : Laurence Mongeaud) : Reine Yasmin Fawaz (saison 6)
- Kumail Nanjiani (VF : Thierry Kazazian) : Farooq Ashkani (saison 6)
- Keith David (VF : Gérard Darier) : Lemuel Kane (saison 6)
- CCH Pounder : Claudette Kane (saison 6)
- Matthew Rhys (VF : Sylvain Agaësse) : Lloyd Llewellyn (saison 6)
- Jason Hughes (VF : Martin Brieuc) : Dafydd Llewellyn (saison 6)
- Carrie Brownstein (VF : Nathalie Bienaimé) : Dr Sklodowska (saison 6)
- Mary McDonald-Lewis (VF : Ariane Deviègue) : Veronica Deane (saison 7)
- J. K. Simmons (VF : Philippe Roullier) : Détective Harris (saison 7)
- Keegan-Michael Key : Détective Diedrich(saison 7)
- W. Earl Brown (VF : Eric Peter) : le chef des bikers (saison 7)
- Jon Daly (VF : Cyrille Monge) : Ivy (saison 7)
- Jon Glaser (en) (VF : Fabrice Fara) : Whitney (saison 7)
- John O'Hurley (VF : Philippe Catoire) : Ellis Crane (saison 7)
- Randy Havens (VF : Patrick Béthune) : Mr Rompers (saison 7)
- Fred Tatasciore (VF : François Siener) : Donald Zissner (saison 7)
- Nika Futterman : Barbie Zissner(saison 7)
- Wyatt Cenac (en) (VF : Pascal Vilmen) : Cliff (saison 8)
- Wendell Pierce : Verl(saison 8)
- Flula Borg (VF : Emmanuel Curtil) : Ziegler (saison 9)
- Sam Richardson (VF : Jeff Esperansa) : Bort (saison 10)
- Jillian Bell (VF : Sabeline Amaury) : le capitaine Glenda Price (saison 10)
- Matt Berry (VF : Gilduin Tissier) : Mr Deadly (saison 10)
- Pamela Adlon : Sandra (saisons 11 et 12)
- Jamie Lee Curtis (VF : Dominique Lelong) : Peregrine / Agent Bruscgtein (saison 11)
- Simon Pegg (VF : Olivier Destrez) : Aleister (saison 11)
- Bruce Campbell : McGinley (saison 12)
- Eric André : Colt (saison 12)
- Alison Pill (VF : Jessica Monceau) : Alessia (saison 13)
- Lennie James : Ibadan Peters (saison 14)

## Production
L'inspiration pour Archer est venue à Reed tandis que, dans un café à Salamanque en Espagne, ne pouvant s'approcher d'une belle femme assise à proximité, Adam Reed (en) a l'idée d'un espion qui « bien sûr aurait une phrase d'approche parfaite ». Reed imagine le concept de la série tout en marchant le long de la Vía de la Plata en 2008. Il propose son idée à FX, qui accepte et passe une commande de six épisodes, pour une saison qui en comprend finalement une dizaine,.
Pour l'influence visuelle de la série, Reed cite les films James Bond des années 1960, les films La Panthère rose ou encore la comédie d'espionnage française OSS 117 : Le Caire, nid d'espions (2006). Quant au rythme de la série, elle s'inspire notamment de celui de la sitcom Arrested Development (2003-2019),. De plus, plusieurs membres de la distribution apparaissent dans les deux séries.
L'époque de la série n'est pas véritablement définie, divers éléments comme les vêtements ou les technologies proviennent de différentes décennies. Pour l'apparence des personnages, l'équipe s'est basée sur des personnes d'Atlanta, comme une hôtesse de l'air ou le patron d'un restaurant.
Dans la cinquième saison, la série se développe autour d'une nouvelle intrigue et d'un nouvel arc narratif, se renommant ainsi : Archer Vice. Le format s'éloigne ainsi de la guerre froide et de l'espionnage, et dépeint les personnages en train de se lancer dans une vie de crime pour tenter de vendre « littéralement une tonne de cocaïne » pour atteindre la retraite anticipée.
Pour la sixième saison, la série revient au format d'espionnage d'origine.
La septième saison délocalise son intrigue à Los Angeles et puise dans le film noir. Ainsi, les principaux personnages sont responsables d'une agence de détectives. Outre les films noirs se déroulant dans la « Cité des Anges », Adam Reed déclare avoir regardé plusieurs séries mettant en scènes des détectives, dont 200 dollars plus les frais (1974-1980), Magnum (1980-1988), Simon et Simon (1981-1989) ou encore Clair de lune (1985-1989).
En juin 2016, FX renouvelle la série pour trois saisons de huit épisodes. En janvier 2017, il est annoncé que la série sera diffusée sur la chaine FXX.
Les saisons 8 à 10 se déroulent dans des univers différents,,. Les producteurs s'expliquent qu'il s'agissait d'une nécessité pour eux de proposer quelque chose de moins redondant. Adam Reed expliquant lui-même que la saison 8 était moins drôle et reflétait son état.[réf. nécessaire]
Ainsi, la huitième saison titrée Dreamland, puise encore plus dans le film noir. La neuvième saison, titrée Danger Island, amène quant à elle les personnages dans un environnement tropical et s'inspire de plusieurs œuvres d'aventure comme la série Jake Cutter (Tales of the Gold Monkey). Enfin, la dixième saison va du côté de la science-fiction.
La onzième saison met en scène le réveil d'Archer et son retour à l'Agence, permettant ainsi de retrouver format espionnage de la série. Archer doit s'adapter à un monde qui a évolué, ses collègues ont changé et la fille qu'il a eue avec Lana Kane a grandi.
Annoncée comme la dernière, la quatorzième saison s'achève le 11 octobre 2023. Deux jours plus tard, la chaîne annonce pour le 17 décembre la diffusion de trois épisodes qui servent à conclure la série.

### Animation
Le style d'animation reflète l'esthétique de Mad Men (2007-2015) ainsi que celui des comics des années 1960 et 1970, dont notamment ceux de Jack Kirby et Steve Ditko. Le trait est prononcé avec des contours épais, contrairement à ceux très fins des séries comiques Les Simpsons (1989-) et Family Guy (1999-), diffusées en prime time.

### Générique d'ouverture et musique
Le générique de la série s'inspire du travail du graphiste Saul Bass ainsi que du générique de plusieurs œuvres qui ont été inspirés par l'artiste, comme celui d’Arrête-moi si tu peux (2002), de Les Indestructibles (2004) ou de Kiss Kiss Bang Bang (2005). Au fil de la série, le générique connait plusieurs formes, comme celui de la cinquième saison qui s'inspire de l'ambiance des années 1980.
La septième saison est la première à se servir d'un compositeur,. L'équipe a choisi JG Thirlwell (en), notamment connu pour son travail sur la série d'animation The Venture Bros.,. Ce dernier s'inspire notamment du Jazz,.

### Distribution des rôles
Les acteurs et actrices n'enregistrent pas ensemble. La série comprend huit principaux personnages. H. Jon Benjamin interprète le rôle titre Sterling Malory Archer. Aisha Tyler tient le rôle de Lana Kane, Chris Parnell celui de Cyril Figgis, Amber Nash (en) celui de Pamela Poovey et Judy Greer celui de Cheryl Tunt,,,. Interprète du Dr Algernop Krieger et présent depuis le début de la série, Lucky Yates (en) à son nom au générique à partir de la cinquième saison. Le créateur de la série Adam Reed (en) tient le rôle de Ray Gillette. Enfin, l'actrice Jessica Walter interprète Malory Archer, la mère du rôle titre. Elle meurt en 2021 avant la diffusion de la douzième saison à laquelle elle participe. Son mari, Ron Leibman, tient le rôle de Ron Cadillac qui se marie avec son personnage au cours de la série. Créditée « invitée spéciale », l'actrice Natalie Dew (en) prête sa voix à l'espionne Zara Khan qui fait partie des personnages principaux de la quatorzième et dernière saison.
Le comédien George Coe prête sa voix au majordome Woodhouse durant les quatre premières saisons de la série. Il est remplacé par Tom Kane à partir de la cinquième saison.
La série comporte un nombre important d'invités. Certains jouent leur propre rôle, comme l'acteur Burt Reynolds dans la troisième saison, le chanteur et guitariste Kenny Loggins dans la cinquième saison ou encore Michael Gray (en) dans la sixième saison puis dans la dixième,,. Certains incarnent une caricature d'eux-mêmes comme le cuisinier Anthony Bourdain qui tient le rôle du chef Lance Casteau dans la quatrième saison ou encore l'acteur Christian Slater qui tient le rôle de l'agent Slater depuis la cinquième saison,.

## Personnages

### Personnages principaux
- Sterling Malory Archer : nom de code Duchesse, est considéré comme l'agent secret le plus dangereux au monde. Bien qu'il soit un expert dans tous les domaines de l'espionnage (armes, conduite, arts martiaux), son réel intérêt pour ce travail est de s'amuser en adoptant un style de vie "jet-set" rempli de sexe, d'alcool, de drogue, de voitures de sport et autres gadgets. Égocentrique et intéressé, Archer manque généralement d'empathie envers tout le monde. Bien qu'il ait fait de bonnes actions et arrêté un nombre incalculable de dangereux criminels, il le fait non pas pour faire respecter la loi mais pour son propre intérêt. Cependant, il a montré une certaine compassion envers les autres au fil des épisodes. Archer est aussi un fan inconsidéré de Burt Reynolds, citant et rejouant les scènes de ses films dans ses répliques. Bien qu'il ne soit pas le plus intelligent des agents de l'ISIS, les agents rivaux s'accordent à dire que personne n'est plus redoutable qu'Archer sur le terrain, certainement parce qu'il est aussi bien capable de nettoyer une chambre remplie d'ennemis que de créer un désastre international.
- Lana Anthony Kane : le meilleur membre féminin de l'ISIS. Elle a de grandes et grosses mains qui sont souvent sujettes à des blagues de la part des employés de l'ISIS. Définie comme intelligente et coriace, elle est constamment frustrée car reléguée au second rôle par rapport à Archer et la Mère de ce dernier, qui est également la patronne de l'Agence. Comme Archer, elle est une spécialiste du Krav Maga. Avant d'être agent de l'ISIS, elle militait pour les droits des animaux ; lors d'une manifestation elle essaya de jeter de la peinture rouge sur le manteau de fourrure de Malory mais fut stoppée quand cette dernière pointa son arme, sans fuir pour autant (comme le reste de ses camarades). Impressionnée par son courage et son sang-froid, Malory lui proposa un poste d'agent. Lana entretient des rapports amour-haine avec son ex, Archer, après avoir eu une relation avec Cyril Figgis, le comptable de l'Agence, qui est l'opposé d'Archer. Son deuxième prénom lui a été donné par sa mère qui est spécialiste des mouvements féministes et fan de la militante américaine Susan B. Anthony.
- Malory Archer : la mère de Sterling Archer, également cheffe de l'ISIS, est une alcoolique égocentrique qui échafaude souvent des plans désastreux en utilisant les ressources de l'Agence pour son propre compte. Elle a ainsi une certaine rancune envers Trudy Beekman, supposée voisine et rivale, bien que celle-ci ne soit pas encore apparue dans la série. Durant la période où elle était espionne, elle a eu une relation clandestine avec le chef du KGB Nikolai Jakov, le patron de l'agence rivale ODIN Len Trexler, le batteur de jazz Buddy Rich et le premier ministre italien Savio Mascalzone, raison pour laquelle elle ne sait pas exactement qui est le père de son fils. Elle lui raconta que son père était John Fitzgerald Archer, un pilote qui gagna la Navy Cross. Elle était une mère très inattentive, envoyant Sterling dans un pensionnat pour 13 ans ou l'abandonnant dans une gare lors d'un réveillon de Noël parce qu'elle n'a pas dit à l'école qu'elle s'en allait… Durant plusieurs flashbacks, Malory est vue comme un redoutable agent de terrain quand elle était jeune. Comme son fils, elle était douée pour les domaines pratiques tel que le combat à mains nues et l'utilisation d'armes à feu.
- Cyril Figgis : comptable de l'ISIS, très maladroit mais compétent dans son domaine, contrairement à d'autres membres de l'Agence. Il fut le petit ami de Lana pendant la saison 1, il la quitte lorsqu'elle découvre qu'il l'a trompée à plusieurs reprises. Il s'avère également qu'il souffre d'un problème d'addiction sexuelle et qu'il est doté d'un pénis de taille avantageuse, ce qui lui attire les faveurs de certaines de ses collègues de l'Agence.
- Cheryl Tunt : une secrétaire nymphomane et masochiste (une de ses pratiques préférées est l'asphyxie érotique). Durant la saison 1, personne dans l'Agence n'est capable de retenir son prénom (elle s'appelle Cheryl, Carol ou autre selon les épisodes). Elle a aussi tendance à "sniffer" de la colle à la vue de tous (pour se détendre) et à rire de manière exagérément stupide pour se moquer (elle a un rire assez atypique). Elle est la descendante d'une fameuse dynastie américaine et souffre de cette ascendance non désirée en étant par exemple la cible de tentatives d'enlèvement. Tout comme son frère Cecil, elle a hérité de 500 millions d'euros grâce au décès d'une personne dans sa famille et Mme Archer lui reproche souvent de ne pas investir d'argent dans l'ISIS.
- Pam Poovey : la responsable en surpoids des ressources humaine de l'ISIS. C'est une commère notoire qui répète à tout le monde ce qu'elle entend en laissant traîner ses oreilles à travers toute l'agence. Sans aucun sens du jugement, elle répète aussi bien ce qui est censé être secret pour l'Agence ou bien ce qu'elle n'est pas censée savoir sur ses collègues (allant jusqu'à tenir un blog sur eux et leurs informations privées). Elle est souvent vue en compagnie de Cheryl bien qu'elles se supportent comme chien et chat. Pam est également dotée d'un fort caractère et n'hésite pas à jouer des poings quand la situation l'exige, ne se laissant impressionner par personne.
- Dr Algernop Krieger : le chef du département de recherche de l'ISIS[43]. Il passe surtout son temps à travailler sur des projets pour son plaisir personnel, comme cette simulation de petite amie holographique à l'apparence résolument anime[43]. Il n'a pu mener ce projet à terme car « la société ne l'aurait jamais accepté ». On découvre dans la saison 2 qu'il pourrait être un de « ces garçons qui venaient du Brésil »[réf. nécessaire], soit un clone d'Adolf Hitler[43]. D'ailleurs, durant la saison 5 on y aperçoit plusieurs clones de lui. C'est aussi un grand fan du groupe de rock canadien Rush, allant jusqu'à écrire « Exit…Van Left » sur son van en référence à l'album Exit...Stage Left du groupe et possède la même batterie que Neil Peart.
- Ray Gillette : analyste[réf. nécessaire] de l'ISIS et ouvertement homosexuel[33]. Il est l'un des rares agents compétents de l'Agence, ainsi que la voix de la raison de la série avec Lana. Il a apparemment eu une vie mouvementée, ayant été médaillé olympique à l'épreuve de slalom géant masculin, marié à une lesbienne ou encore prêtre[réf. nécessaire][33]. Il s’avère aussi être un expert en explosifs et porte généralement sur lui deux Colt M1911 nickelés[33].

### Personnages récurrents
- Arthur Henry Woodhouse : le majordome anglais d'Archer, que ce dernier considère plus comme un esclave et n'hésitant pas le brimer. Il serait né un 28 juin, dans les années 1890. Dans l'épisode 5 de la saison 2, centré sur Woodhouse, on apprend qu'il a servi dans l'aviation lors de la Première Guerre mondiale. Des allusions nombreuses y sont aussi faites comme quoi Woodhouse serait homosexuel, et très épris à l'époque de son officier, Reggie, qui sera tué sous ses yeux. Il est héroïnomane et dépendant à divers drogues depuis ce tragique évènement. Néanmoins, Woodhouse peut être une véritable machine à tuer quand il le veut, par exemple, pour venger la mort de Reggie, il tua 50 soldats allemands dans une sorte de rage berserk. C'est aussi une vieille connaissance de Malory et une des rares personnes à qui elle montre du respect depuis leur rencontre lors d'une mission au Maroc de cette dernière qui, enceinte, était poursuivie par des tueurs. Woodhouse la protégea et l'aida à mettre au monde son fils : Sterling Archer, dont le prénom a été soufflé par Woodhouse (il aurait donné a Malory un hochet ayant appartenu à un travesti nommé Sterling qu'aurait rencontré le majordome). Woodhouse disparaît à l'écran à partir de la saison 6, mais continue d'être mentionné : Archer le dit en congé annuel (saison 6 épisode 6), puis affirme qu'il a disparu (saison 6 épisode 10)[44]. Finalement, la saison 8 s'ouvre sur son enterrement. Archer, alors dans le coma, ne peut y assister. Mais le rêve qu'il fait, constituant toute la trame de la saison 8, sera axé autour de la recherche qu'il entreprend en tant que détective privé, du meurtrier de son coéquipier, qui n'est autre que Woodhouse. En réalité, l'acteur interprétant le personnage de Woodhouse dans la version originale, George Coe, décède en 2015. À la fin du dernier épisode de la saison 8, un hommage lui est fait dans le générique.
- Barry Dylan : Barry est l'ennemi juré d'Archer. Il travaillait pour l'Agence ODIN et avait une relation conflictuelle avec Archer après qu'à cause de lui il ait eu le fémur cassé à Berlin. Il a flirté avec Lana Kane. Sa haine envers Archer s'est intensifiée lorsqu'Archer a eu une relation sexuelle avec sa fiancée Framboise. En voulant sauver Archer du KGB à la demande de Malory, Barry a eu un accident et a dû être amputé d'une jambe puis a été transformé par le KGB en cyborg. En voulant se venger d'Archer, il a réussi à tuer Katya Kazanova avant le mariage de celle-ci avec Archer. Barry a également tué le potentiel père d'Archer et a pris sa place au KGB. Barry s'est ensuite mis en couple avec le cyborg de Katya Kazanova. À cause du personnel de l'ISIS, il s'est retrouvé piégé dans une station spatiale. Barry a pu rentrer sur Terre grâce à Katya et Archer, puis celle-ci a pris sa place au KGB. Rendant responsable Archer de l'échec de sa relation avec Katya, Barry a une nouvelle fois tenté de se venger de Sterling, mais son corps bionique a presque été détruit grâce à des explosifs.
- Katya Kazanova : est une agent du KGB et souhaite rentrer à l'ISIS en tant qu'agent double. Lana et Malory la trouvent suspecte. Elle et Archer tombent amoureux et ils décident de se marier. Lors du mariage, elle se sacrifie et meurt en sauvant Archer de Barry. Elle revient en tant que cyborg et tente de reprendre sa relation avec Archer. Katya finit par se mettre en couple avec Barry. Katya a plus tard manipulé Archer pour qu'il sauve Barry, alors prisonnier dans l'espace. Katya en veut à Barry d'être allé dans l'espace dans l'unique but de se venger d'Archer et elle prend la place de Barry au KGB. Katya avec la complicité d'un chef étoilé décide de discréditer l'ISIS. Il est révélé que Katya a quitté Barry et s'est mise avec Boris. Lorsque les employés dans l'ISIS sont jaloux du bonheur de Lana et Archer, ils tentent d'envoyer Katya séduire une nouvelle fois Archer mais celui-ci refuse, étant trop attaché à Lana.
- Petite amie virtuelle de Krieger : "Mitsuko" : c'est un hologramme virtuel d'une fille inspiré de personnage d'animé et manga. Elle est presque tout le temps habillée d'une robe de mariée et a des cheveux roses aux grands yeux bleus. Elle est l'esclave sexuelle de Krieger, elle est souvent vue regardant des livres pornographiques et suivant Krieger. On peut la voir à plusieurs reprises à l'extérieur de l'ISIS, la première fois Krieger lui montre son nouveau van. Elle est vue en train de tenter d'emballer de la cocaïne pour Krieger mais celle-ci n'y arrive pas. Elle accompagnera plus tard son créateur et d'autres employés de l'ISIS pour aller au bowling. On la voit une autre fois avec les employés de l'ISIS lorsqu'il tente de saboter la relation d'Archer et Lana. Elle peut voler.
- Ron Cadillac : c'est le nouveau mari de Malory et est un riche concessionnaire automobile. Archer et lui ont une relation assez tendue. Il se révèle assez sarcastique et est très doué avec les enfants.
- Brett Bunsen : est un employé de l'ISIS qui est souvent blessé par Archer. Brett se fait tout le temps tirer dessus ou battre. Il a été battu par Barry et Archer. Dans le premier épisode de la saison 5, Brett est tué d'une balle dans la tête par le FBI à cause d'Archer et Archer dira qu'il est mort en faisant ce qu'il aimait.
- Rodney : est un personnage apparaissant dans la saison 4, il est chargé d'assurer la traçabilité des armes empruntées par les employés de l'ISIS dans l'armurerie. Il suit scrupuleusement les règles fixées par Malory et est protégé par sa fenêtre de verre, qui peut résister à un lance roquette. Il acceptera d'aider Pam et Cheryl en échange d'une masturbation faite par Cheryl.

## Épisodes
Sauf indication contraire, les informations mentionnées dans cette section peuvent être confirmées par la base de données cinématographiques IMDb,  présente dans la section « Liens externes ».
| Saison | Épisodes | Diffusion         | Diffusion        | Chaine |
| Saison | Épisodes | Premier épisode   | Dernier épisode  | Chaine |
| 1      | 10       | 17 septembre 2009 | 18 mars 2010     | FX     |
| 2      | 13       | 27 janvier 2011   | 21 avril 2011    | FX     |
| 3      | 13       | 15 septembre 2011 | 22 mars 2012     | FX     |
| 4      | 13       | 17 janvier 2013   | 11 avril 2013    | FX     |
| 5      | 13       | 13 janvier 2014   | 21 avril 2014    | FX     |
| 6      | 13       | 8 janvier 2015    | 2 avril 2015     | FX     |
| 7      | 10       | 31 mars 2016      | 2 juin 2016      | FX     |
| 8      | 8        | 5 avril 2017      | 24 mai 2017      | FXX    |
| 9      | 8        | 25 avril 2018     | 13 juin 2018     | FXX    |
| 10     | 9        | 29 mai 2019       | 31 juillet 2019  | FXX    |
| 11     | 8        | 16 septembre 2020 | 28 octobre 2020  | FXX    |
| 12     | 8        | 25 août 2021      | 6 octobre 2021   | FXX    |
| 13     | 8        | 24 août 2022      | 12 octobre 2022  | FXX    |
| 14     | 11       | 30 août 2023      | 17 décembre 2023 | FXX    |

### Première saison (2009-2010)
1. Trouver la taupe (Mole Hunt)
2. Entraînement intensif (Training Day)
3. Quota Ethnique (Diversity Hire)
4. Dîner meurtrier (Killing Utne)
5. Opération Séduction (Honeypot)
6. Skorpio (Skorpio)
7. Titanic dans le ciel (Skytanic)
8. Syndic d'espionnage (The Rock)
9. Promotion Canapé (Job Offer)
10. Le mal de mère (Dial M for Mother)

### Deuxième saison (2011)
Le 23 février 2010, FX a renouvelé la série pour une deuxième saison de treize épisodes, qui a été diffusée du 27 janvier au 21 avril 2011.
1. La petite suisse (Swiss Miss)
2. ODIN se fait l'ISIS (A Going Concern)
3. Test sanguin (Blood Test)
4. Perdus sur un Pipeline (Pipeline Fever)
5. La tontine à tonton (The Double Deuce)
6. L'affaire à l'envers (Tragical History)
7. Quelle comédienne ! (Movie Star)
8. Stade deux (Stage Two)
9. Effet placebo (Placebo Effect)
10. El Secuestro (El Secuestro)
11. Jeu Monégasque (Jeu Monégasque)
12. Nuits blanches (White Nights)
13. On n'aime qu'une fois (Double Trouble)

### Troisième saison (2011-2012)
Le 29 mars 2011, FX a renouvelé la série pour une troisième saison de treize épisode}, qui a été diffusée du 15 septembre 2011 au 2 mars 2012.
1. Frères de la côte, 1re partie (Heart of Archness, Part 1)
2. Frères de la côte, 2e partie (Heart of Archness, Part 2)
3. Frères de la côte, 3e partie (Heart of Archness, Part 3)
4. L'homme de Jupiter (The Man from Jupiter)
5. El Contador (El Contador)
6. Sur les rails (The Limited)
7. Un cadeau éphémère (Drift Problem)
8. Lo Scandalo (Lo Scandalo)
9. Agriculture irraisonnée (Bloody Ferlin)
10. Liaisons secrètes (Crossing Over)
11. Renaissance (Skin Game)
12. Les mutins de l'espace I (Space Race: Part I)
13. Les mutins de l'espace II (Space Race: Part II)

### Quatrième saison (2013)
Le 23 février 2012, FX a renouvelé la série pour une quatrième saison de 13 épisodes, qui a été diffusée du 17 janvier au 11 avril 2013.
1. La fuite en avant (Fugue and Riffs)
2. Amitié virile (The Wind Cries Mary)
3. Ça me fait une belle jambe (Legs)
4. Cadillac et Camionneurs (Midnight Ron)
5. Accouplement vicieux (Vicious Coupling)
6. Morsure de rappel (Once Bitten)
7. Cauchemar en cuisine (Live and Let Dine)
8. Archer, Texas Passeur (Coyote Lovely)
9. Lune de miel (The Honeymooners)
10. Le dogue de Tanger (Un Chien Tangerine)
11. Habemus Pa-Pam (The Papal Chase)
12. En eaux troubles, partie 1 (Sea Tunt: Part 1)
13. En eaux troubles, partie 2 (Sea Tunt: Part 2)

### Cinquième saison:Vice(2014)
Le 27 février 2013, FX a renouvelé la série pour une cinquième saison de treize épisodes, diffusée depuis le 13 janvier 2014.
1. Blancs comme neige (White Elephant)
2. Le baiser de la mort (Archer Vice: A Kiss While Dying)
3. Une dette d'honneur (Archer Vice: A Debt of Honor)
4. Intervention à domicile (Archer Vice: House Call)
5. Tournée sudiste (Archer Vice: Southbound and Down)
6. Baby Shower (Archer Vice: Baby Shower)
7. Le spleen des trafiquants (Archer Vice: Smugglers' Blues)
8. Extraction, mode d'emploi (Archer Vice: The Rules of Extraction)
9. L'arme à gauche (Archer Vice: On The Carpet)
10. Vaudeville Palatin, partie 1 (Archer Vice: Palace Intrigue: Part I)
11. Vaudeville Palatin, partie 2 (Archer Vice: Palace Intrigue: Part II)
12. Coup d'État (Archer Vice: Filibuster)
13. Arrivée et départ (Archer Vice: Arrivals/Departures)

### Sixième saison (2015)
Le 6 mars 2014, FX a renouvelé la série pour une sixième et septième saison. Cette saison de treize épisodes est diffusée depuis le 8 janvier 2015.
1. Les Planqués (The Holdout)
2. Le Retour de Conway (Three to Tango)
3. Devine qui va nous tuer (The Archer Sanction)
4. Le Mariage d'Edie (Edie's Wedding)
5. Vision Quest (Vision Quest)
6. Baby-Sitting (Sitting)
7. Danger Zone 51 (Nellis)
8. Les Kane (The Kanes)
9. Suite Royale (Pocket Listing)
10. Remettre le couvert (Reignition Sequence)
11. Des soucis et des hommes (Achub y Morfilod)
12. Loin des yeux, près du cœur, partie 1 (Drastic Voyage : Part 1)
13. Loin des yeux, près du cœur, partie 2 (Drastic Voyage : Part 2)

### Septième saison:Figgis(2016)
Composée de dix épisodes, elle a été diffusée depuis le 31 mars 2016.
1. Reconversion (The Figgis Agency)
2. Après le bip (The Handoff)
3. L'école des coups durs (Deadly Prep)
4. Enfants sans mamans (Motherless Child)
5. Tenue correcte exigée, partie 1 (Bel Panto: Part I)
6. Tenue correcte exigée, partie 2 (Bel Panto: Part II)
7. Doublement indécent (Double Indecency)
8. Déjeuner Liquide (Liquid Lunch)
9. Velours Mortel, partie 1 (Deadly Velvet: Part I)
10. Velours Mortel, partie 2 (Deadly Velvet: Part II)

### Huitième saison:Dreamland(2017)
Le 21 juin 2016, FX a renouvelé la série pour une huitième saison, composée de huit épisodes, diffusée depuis le 5 avril 2017 sur FXX.
1. Le mort dans l'âme (Archer Dreamland: No Good Deed)
2. Berenice (Archer Dreamland: Berenice)
3. Enregistrée sous X (Archer Dreamland: Jane Doe)
4. Un doigt suffira (Archer Dreamland: Ladyfingers)
5. Plus dur sera le réveil (Archer Dreamland: Sleepers Wake)
6. Gibbeuse croissante (Archer Dreamland: Waxing Gibbous)
7. L'homme à la hallebarde (Archer Dreamland: Gramercy, Halberd!)
8. Résolution (Archer Dreamland: Auflösung)

### Neuvième saison:Danger Island(2018)
Le 21 juin 2017, FX a renouvelé la série pour une neuvième saison sur FXX. Cette saison se passe également dans le coma d'Archer, comme lors de la saison 8.
1. La ferme, le piaf ! (Archer: Danger Island: Strange Pilote)
2. Quinze Centimètres (Archer: Danger Island: Disheartening Situation)
3. Cloués au sol (Archer: Danger Island: Different Modes of Preparing the Fruit)
4. Ziegler (Archer: Danger Island: A Warrior in Costume)
5. Sables émouvants (Archer: Danger Island: Strange Doings in the Taboo Groves)
6. Le festin des nus (Archer: Danger Island: Some Remarks on Cannibalism)
7. Nazis contre cannibales (Archer: Danger Island: Comparative Wickedness of Civilized and Unenlightened Peoples)
8. À deux doigts de conclure (Archer: Danger Island: A Discovery)

### Dixième saison:1999(2019)
La dixième saison d'Archer a été annoncée lors du Comic-Con 2018 de San Diego. Sa diffusion a débuté en mai 2019 et elle est parue le 15 septembre 2019 sur Netflix.
1. L'invité surprise (Archer 1999: Bort the Garj)
2. Morituri Te Salutant (Archer 1999: Happy Borthday)
3. Entrée, plat et dessert (Archer 1999: The Leftovers)
4. Lutte intestine (Archer 1999: Dining with the Zarglorp)
5. La bombe inhumaine (Archer 1999: Mr. Deadly Goes to Town)
6. Doppelgängers (Archer 1999: Road Trip)
7. Les pirates de l'espace (Archer 1999: Space Pirates)
8. L'envers du décor (Archer 1999: Cubert)
9. Ouvre les yeux (Archer 1999: Robert de Niro)

### Onzième saison (2020)
La onzième saison d'Archer a été officialisée lors du Comic-Con 2019 de San Diego. Sa diffusion a débuté le 16 septembre 2020 sur FXX, et la saison est disponible dans son intégralité sur Netflix depuis le 11 décembre 2020.
1. Réveil en douceur (The Orpheus Gambit)
2. Tous les coups sont permis (Bloodsploosh)
3. Le renfort de trop (Helping Hands)
4. L'usine de Barry (Robot Factory)
5. Son meilleur ami (Best Friends)
6. Double rendez-vous (The Double Date)
7. Opération kidnapping (Caught Napping)
8. De l'art de jeter un froid (Cold Fusion)

### Douzième saison (2021)
Une douzième saison a été commandée par FXX, le 21 octobre 2020. Elle est diffusée depuis le 25 août 2021. En France, elle est disponible depuis le 15 décembre 2021 sur Netflix.
1. Crise d'identité (Identity Crisis)
2. Tirés vers le bas (Lowjacked)
3. À l'heure de Londres (London Time)
4. Coup de com (Photo Op)
5. Encore des shots ! (Shots)
6. Les Démons du passé (Dingo, Baby, Et Caetera)
7. Colt Express (Colt Express)
8. Mission : Difficile (Mission : Difficult)

### Treizième saison (2022)
Une treizième saison a été commandée par FXX, le 28 septembre 2021. Elle est diffusée depuis le 24 août 2022.
1. Une convention peu conventionnelle (The Big Con)
2. Une mission carrément mortelle (Operation: Fang)
3. Un samedi d'enfer (Saturday)
4. Les lois de l'attraction (Laws of Attraction)
5. Thérapeute ciblée (Out of Network)
6. Petit braquage insignifiant (Bank Run at Mr. Bank's Bank)
7. Distraction en cours (Distraction Action)
8. Ray est bonne pâte (Dough, Ray, and Me)

### Quatorzième saison (2023)
Cette quatorzième et dernière saison de onze épisodes a été diffusée du 30 août 2023 au 17 décembre 2023.
1. The Anglerfish Stratagem
2. 30 for 30
3. Plaque Removal
4. Chill Barry
5. Keys Open Doors
6. Face Off
7. Mission Out of Control Room
8. Breaking Fabian
9. Archer : Into the Cold
10. Archer : Into the Cold
11. Archer : Into the Cold

## Analyse

### Blagues et citations récurrentes
La série comporte une certaine quantité de gags récurrents, visuels ou verbaux, qui reviennent fréquemment au cours des saisons. Certains d'entre eux sont devenus une signature propre à Archer ou à d'autres personnages de la série.
Ainsi, Archer utilise souvent le terme « Phrasing » (« Formulation » en français) lorsque quelqu'un dit quelque chose qui pourrait être confondu avec un sujet à caractère sexuel. Sa boîte vocale change régulièrement de manière à faire croire à l'appelant qu'il répond réellement. Toujours par rapport à son téléphone, il dit « Menthe à l’eau » lorsqu'il décroche. Lorsqu'il essaie de se moquer de quelqu'un et qu'il ne de dit pas sa blague, il marmonne « I had something for this » (« J'avais quelque chose pour ça »). Au cours de la série, il est souvent sujet à des érections lors de conversations qui devraient dégoûter une personne normale tandis qu'à chaque fois que les sujets de discussion portent sur les différentes aventures charnelles qu'a eues Malory, Archer n'a de cesse de vomir ou de s’évanouir. Archer est persuadé que Lana est toujours folle de lui, et il le lui rappelle constamment lorsqu'elle esquisse le moindre geste pour lui venir en aide en lui lançant « Lana, you're in the… DANGER ZOOONE!! », faisant référence à la célèbre chanson de Kenny Loggins, Danger Zone, qui fait d'ailleurs une apparition dans Archer Vice. Il hurle également son prénom lorsqu'elle ne lui répond pas.
Pour ce qui est des autres personnages, les mains « très masculines » de Lana sont souvent moquées et elle prononce régulièrement les exclamations « Yuuup » et « Nooope ». Chéryl change régulièrement son prénom, prend les choses souvent au premier degré, sniffe de la colle et montre souvent son penchant pour le masochisme et l'asphyxiophilie. Pam utilise régulièrement l'expression « Sploosh » lorsque quelque chose l'excite sexuellement. Depuis la saison Archer Vice, son addiction à la cocaïne sert à faire des blagues. Son nom est par ailleurs affiché un peu partout (dans les toilettes de l'ISIS, sur un mur, durant les différentes missions qu'effectue Archer) comme si elle était déjà venue sur les lieux.
Krieger poursuit ses recherches et expériences sans aucune déontologie. Il est flatté lorsqu'on le compare à Josef Mengele, bien qu'il s'efforce régulièrement de dissimuler ses proximités avec le nazisme. Ses conceptions scientifiques sont souvent réfutées, comme quand il évoque la phrénologie dans l'épisode 12 de la saison 6. Plusieurs fois dans la série, Ray perd l’usage de certaines parties de son corps qui seront remplacées par des membres robotiques grâce à Krieger. Woodhouse est le majordome d'Archer, mais il est maltraité et sa position frôle l'esclavage. L'agent Brett se fait tirer une balle dans la jambe ou se retrouve grièvement blessé dans toutes ses apparitions.
Même si ISIS est une organisation ultra-secrète, le mot de passe pour accéder à ses fichiers est « GUEST ». Quand un appareil est verrouillé par un code et qu'Archer utilise le décrypteur, celui-ci indique toujours le même code : _934TXS. À partir de l'épisode 7 de la saison 2 (Movie Star), l'exclamation « Amazing! » (« Extraordinaire ! »), originellement prononcée par Rona Thorne, est reprise dans les épisodes et saisons suivantes par plusieurs personnages principaux, bien souvent à des moments inopportuns.Quand une blague déplacée est dite par exemple, la personne visée, donne une série de petites baffes a la personne ayant parlé et finit par lui en donner une grosse. L'alcool est un thème central dans la série, Archer adore boire et par-dessus tout, créer ses propres cocktails allant du Peppermint Patty au Moscow Mousse en passant par le fameux Black Mexican, tous ayant l'air aussi immondes et imbuvables les uns que les autres et confectionnés par le cerveau malade d'Archer dans ses pires moments. Cet alcoolisme semble être un trait héréditaire : Malory est elle aussi une grande consommatrice d'alcools forts (vodka, gin, etc.). Le Canada est caricaturé à plusieurs reprises comme un État démocrate, libéral voire laxiste.

### Références culturelles

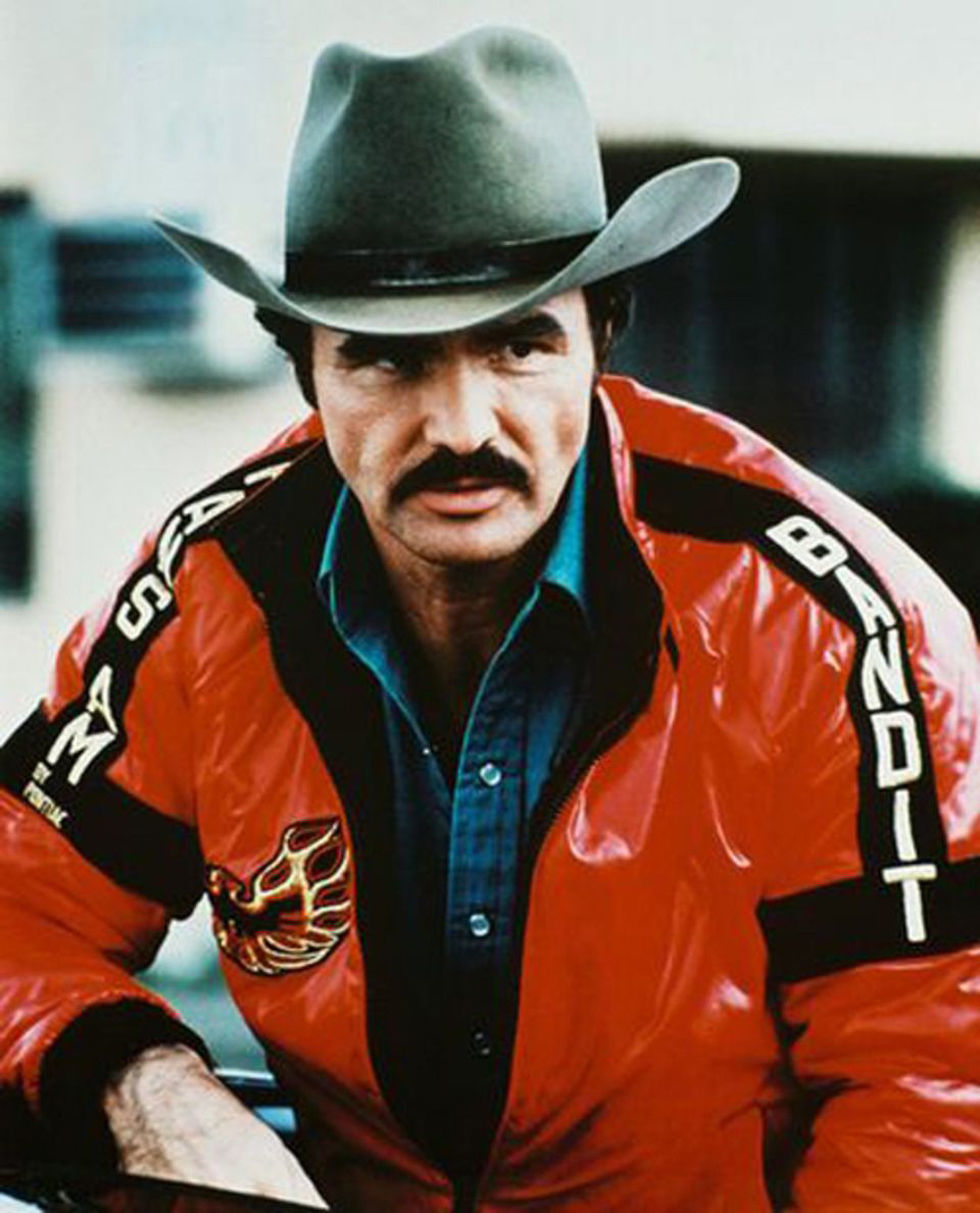
Sterling Archer est un grand fan de l'acteur Burt Reynolds. Ce dernier joue par ailleurs son propre rôle dans la série.